# Ultimo Stadi 2022
Ultimo Stadi 2022 è il quarto tour ufficiale del cantautore italiano Ultimo che lo ha visto esibirsi in 11 stadi d'Italia, per un totale di 15 date.

## Descrizione
Il tour, inizialmente previsto per il 2020 e poi rimandato prima al 2021 e successivamente al 2022 a causa dell'emergenza COVID-19, è partito il 5 giugno 2022 dallo Stadio Comunale di Bibione e si è concluso il 24 luglio seguente allo Stadio San Siro di Milano. Il tour ha registrato undici date sold-out su quindici con oltre 600 000 biglietti venduti e permesso a Ultimo di diventare il più giovane cantante italiano di sempre a esibirsi negli stadi. In particolare, la data al Circo Massimo ha registrato, secondo i dati forniti dalla SIAE, 70 151 spettatori e si è classificato al 6º posto nella top ten dei concerti più visti nel periodo gennaio-settembre 2022.

### Scaletta
Esempio di scaletta di uno dei concerti del tour:
1. Buongiorno vita
2. Dove il mare finisce
3. Quei ragazzi
4. Cascare nei tuoi occhi
5. Il ballo delle incertezze
6. Poesia senza veli
7. Vieni nel mio cuore
8. Niente
9. Piccola stella
10. Ipocondria
11. Buona fortuna
12. Sul finale
13. Non sapere mai dove si va / Supereroi / Il bambino che contava le stelle / Quella casa che avevamo in mente / L’unica forza che ho / Stasera / Peter Pan
14. Colpa delle favole
15. Rondini al guinzaglio
16. Fateme cantà
17. I tuoi particolari
18. Pianeti
19. Ti dedico il silenzio
20. La stella più fragile dell’universo
21. Giusy
22. Farfalla bianca
23. Quel filo che ci unisce / Tutto questo sei tu
24. 22 settembre
25. Sogni appesi

## Date
| Anno | Giorno    | Città   | Luogo                                |
| ---- | --------- | ------- | ------------------------------------ |
| 2022 | 5 giugno  | Bibione | Stadio Comunale                      |
| 2022 | 11 giugno | Firenze | Stadio Artemio Franchi               |
| 2022 | 12 giugno | Firenze | Stadio Artemio Franchi               |
| 2022 | 17 giugno | Ancona  | Stadio del Conero                    |
| 2022 | 22 giugno | Torino  | Stadio Olimpico Grande Torino        |
| 2022 | 25 giugno | Napoli  | Stadio Diego Armando Maradona        |
| 2022 | 26 giugno | Napoli  | Stadio Diego Armando Maradona        |
| 2022 | 30 giugno | Modena  | Stadio Alberto Braglia               |
| 2022 | 3 luglio  | Bari    | Stadio San Nicola                    |
| 2022 | 7 luglio  | Pescara | Stadio Adriatico-Giovanni Cornacchia |
| 2022 | 11 luglio | Catania | Stadio Cibali                        |
| 2022 | 12 luglio | Catania | Stadio Cibali                        |
| 2022 | 17 luglio | Roma    | Circo Massimo                        |
| 2022 | 23 luglio | Milano  | Stadio San Siro                      |
| 2022 | 24 luglio | Milano  | Stadio San Siro                      |